# Ніна (Вісконсин)
Ніна (англ. Neenah) — місто в США, в окрузі Віннебаґо штату Вісконсин. Населення — 27 319 осіб (2020).

## Географія
Місто розташоване за координатами 44°10′3″ пн. ш. 88°28′34″ зх. д. / 44.16750° пн. ш. 88.47611° зх. д. (44.167597, -88.475999).  За даними Бюро перепису населення США в 2010 році місто мало площу 24,89 км², з яких 23,89 км² — суходіл та 1,00 км² — водойми.

## Демографія
Згідно з переписом 2010 року, у місті мешкала 25 501 особа в 10 694 домогосподарствах у складі 6700 родин. Густота населення становила 1025 осіб/км².  Було 11313 помешкання (455/км²).
Расовий склад населення:
| - 93,7 % — білих - 1,4 % — азіатів - 1,3 % — афроамериканців - 0,7 % — корінних американців - 1,3 % — осіб інших рас |

До двох чи більше рас належало 1,5 %. Частка іспаномовних становила 3,8 % від усіх жителів.
За віковим діапазоном населення розподілялося таким чином: 25,0 % — особи молодші 18 років, 62,3 % — особи у віці 18—64 років, 12,7 % — особи у віці 65 років та старші. Медіана віку мешканця становила 37,1 року. На 100 осіб жіночої статі у місті припадало 95,6 чоловіків;  на 100 жінок у віці від 18 років та старших — 93,7 чоловіків також старших 18 років.
Середній дохід на одне домашнє господарство  становив 73 101 долар США (медіана — 54 134), а середній дохід на одну сім'ю — 87 054 долари (медіана — 66 765). Медіана доходів становила 49 841 долар для чоловіків та 36 853 долари для жінок. За межею бідності перебувало 10,8 % осіб, у тому числі 16,1 % дітей у віці до 18 років та 4,7 % осіб у віці 65 років та старших.
Цивільне працевлаштоване населення становило 13 471 особа. Основні галузі зайнятості: виробництво — 25,7 %, освіта, охорона здоров'я та соціальна допомога — 18,3 %, роздрібна торгівля — 11,7 %, науковці, спеціалісти, менеджери — 11,1 %.